# Mount Vernon (Nouvelle-Galles du Sud)
Pour les articles homonymes, voir Mount Vernon (homonymie).
Mount Vernon est une banlieue située au sud-est de la Ville de Penrith en Nouvelle-Galles du Sud. Kemps Creek forme sa limite nord et la Mamre Road forme sa limite ouest. Mount Vernon est une banlieue rurale peu peuplé (1 573 personnes en 2001) bordant Kemps Creek aux limites de la Ville de Penrith. C'est une banlieue accidentée avec une vue spectaculaire sur les Blue Mountains.

## Référence
- (en) Cet article est partiellement ou en totalité issu de l’article de Wikipédia en anglais intitulé « Mount Vernon, New South Wales » (voir la liste des auteurs).